# Charles N. Brown

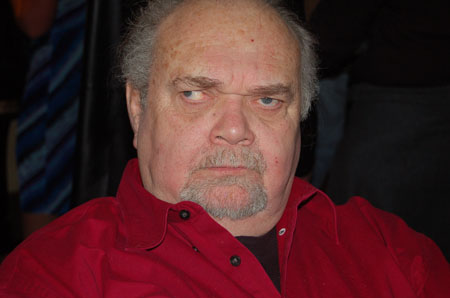
Charles N. Brown (2007)

Charles Nikki Brown (bis Mitte der 1970er Jahre meist als Charlie Brown; * 24. Juni 1937 in New York City; † 12. Juli 2009 im Flugzeug über San Francisco) war ein amerikanischer Herausgeber von Science-Fiction-Literatur und Anthologien, insbesondere 1968 Gründer und bis zu seinem Tod Herausgeber des Science-Fiction- und Fantasy-Magazins Locus.

## Leben
1968 brachte Brown zusammen Ed Meskys und Dave Vanderwerf das Fanzine Locus heraus, ursprünglich ein hektografiertes Ein-Blatt-Newszine mit dem Ziel, die Bewerbung Bostons für die Worldcon 1971 zu unterstützen. Nachdem die Entscheidung 1969 gefallen und für Boston entschieden worden war, beschloss Brown, Locus zusammen mit seiner damaligen Frau Marsha weiterzuführen. Nach der Scheidung von Marsha wurde Browns neue Frau Dena Mitherausgeberin. 1972 zog das Ehepaar Brown von New York nach San Francisco. Im Jahr zuvor waren die Browns für Locus erstmals mit einem Hugo Award ausgezeichnet worden, dem viele weitere folgen sollten. Ab 1976 widmete sich Brown hauptberuflich der Zeitschrift, wurde nach der Scheidung von Dena 1977 alleiniger Herausgeber und behielt diese Position bis zu seinem Tod.
Zusammen mit William G. Contento begann Brown ab 1985, zunächst die in der monatlichen Books Received-Kolumne von Locus enthaltenen Titel jährlich zusammenzufassen. Mit der vollständiger und genauer werdenden Erfassung von Neuerscheinungen wurden auch die Jahreszusammenstellungen zu immer wertvolleren bibliographischen Hilfsmitteln, ab 1988 ergänzt durch die von Hal W. Hall zusammengestellten Verzeichnisse von Forschungsliteratur. Ab 1998 erschienen Gesamtausgaben des Index für den Zeitraum von 1984 bis zum jeweiligen Vorjahr auf CD-ROM, zuletzt 2009. Inzwischen ist der Index online verfügbar, und zwar die Jahressammlungen bis 2007 mit einigen ergänzenden Listen im Locus Index to Science Fiction und die Listen ab 2002 unter Ressourcen auf Locus Online.
Brown war zweimal verheiratet, in erster Ehe 1962 bis 1969 mit Marsha Elkin und danach 1970 bis 1977 mit Dena Benatan. 2009 ist Brown im Alter von 72 Jahren gestorben.

## Auszeichnungen
Seit 1971 war Brown als Herausgeber von Locus Gewinner des Hugo Award in den einschlägigen Kategorien auf nahezu regelmäßiger Basis. 1970 erstmals nominiert, war Brown Hugo-Gewinner in den folgenden Jahren:
- 1971 in der Kategorie Best Fanzine
- 1972 bis 1978 in der Kategorie  Best Amateur Magazine mit Dana Brown
- 1980 bis 1983 in der Kategorie Best Fanzine
- 1984 bis 1992 und 1996 bis 2002 in der Kategorie Best Semiprozine
- 1987 in der Kategorie Best Nonfiction Book für Science Fiction In Print: 1985 mit William G. Contento
- 1988 in der Kategorie Best Nonfiction Book für Science Fiction, Fantasy, & Horror: 1986 mit William G. Contento
- 1989 in der Kategorie Best Nonfiction Book für Science Fiction, Fantasy, & Horror: 1987 mit William G. Contento
- 2003 und 2004 in der Kategorie Best Semiprozine mit Jennifer A. Hall und Kirsten Gong-Wong
- 2006 bis 2010 in der Kategorie Best Semiprozine Liza Groen Trombi und Kirsten Gong-Wong

Insgesamt erhielt Brown 31 Hugos.
Weitere Auszeichnungen:
- 1972: Locus Award als Best Fanwriter
- 1989: Eaton Award für Science Fiction, Fantasy, & Horror: 1988 mit William G. Contento
- 2002: Moskowitz Award für das Lebenswerk
- 2007: Writers and Illustrators of the Future für das Lebenswerk

Brown war mehrfach Ehrengast von SF-Conventions, zuletzt war er postum Ehrengast der Worldcon 2011 in Reno.

## Bibliografie
Anthologien
- Far Travellers (1976)
- Alien Worlds (1976)
- The Locus Awards: Thirty Years of the Best in Science Fiction and Fantasy (2004, mit Jonathan Strahan)

Bibliographien
- Locus: The Newspaper of the Science Fiction Field (1978, photomechanischer Nachdruck der Locus-Ausgaben #1–207)
- Science Fiction in Print: 1985 (1986, mit William G. Contento)
- Science Fiction, Fantasy, & Horror (1987–1992, jeweils für das Vorjahr, mit William G. Contento)
- The Locus Index to Science Fiction (1998–2009, jährliche Ausgaben auf CD-ROM, jeweils für den Zeitraum 1984 bis Vorjahr, mit William G. Contento)

Essays in deutscher Übersetzung
- The Science Fiction Year (1980) (1981, in: Terry Carr (Hrsg.): The Best Science Fiction of the Year #10)
  - Deutsch: Das Science Fiction-Jahr (1980). In: Terry Carr (Hrsg.): Die schönsten Science Fiction Stories des Jahres: Band 1. Heyne Science Fiction & Fantasy #4021, 1983, ISBN 3-453-30928-6.
- The Science Fiction Year (1981) (1982, in: Terry Carr (Hrsg.): The Best Science Fiction of the Year #11)
  - Deutsch: Das Science Fiction-Jahr (1981). In: Terry Carr (Hrsg.): Die schönsten Science Fiction Stories des Jahres: Band 1. Heyne Science Fiction & Fantasy #4047, 1984, ISBN 3-453-30990-1.
- The Science Fiction Year (1982) (1983, in: Terry Carr (Hrsg.): The Best Science Fiction of the Year #12)
  - Deutsch: Das Science Fiction-Jahr (1982). In: Terry Carr (Hrsg.): Die schönsten Science Fiction Stories des Jahres: Band 1. Heyne Science Fiction & Fantasy #4165, 1985, ISBN 3-453-31123-X.